# Adorján Pál
Adorján Pál (Nagyvárad, 1905. november 29. – London, 1983. május 17.) magyar rádiómérnök, technikai szakíró, szerkesztő, Adorján Péter bátyja.

## Életútja
Az 1920-as években Londonba költözött, Erdélyben élő öccsével tartotta a kapcsolatot, így jelenhettek meg írásai, kapcsolási rajzai a rádióval összefüggésben a romániai magyarság körében. Munkái közül Nagyváradon jelent meg a „Radio ABC” (3. kiadás 1924), további kötete  a „150 Rádió kapcsolás”, amelyben elsősorban a detektoros és az egyszerű csöves rádiók működését írta le, s gyakorlati kapcsolási rajzokat ismertetett. „Hogyan építek magamnak egy elektroncsöves rádiófelvevőt?” (Radiofon Könyvtár 1. 1927). A Film-Riport munkatársaként a rádiótechnikát és a még kísérleti állapotban levő hangosfilmgyártás vívmányait népszerűsítette (1924–26).